# Wereldkampioenschap voetbal 2006 (Groep C) Argentinië - Ivoorkust
Deze pagina is een subpagina van het artikel wereldkampioenschap voetbal 2006. Hierin wordt de wedstrijd in de groepsfase in groep C tussen Argentinië en Ivoorkust gespeeld op 10 juni 2006 nader uitgelicht.

## Nieuws voorafgaand aan de wedstrijd
- 30 mei - De laatste testcase van Argentinië levert een 2-0-overwinning op tegen mede WK-ganger Angola. Maxi Rodríguez en Juan Pablo Sorín zorgen voor de Argentijnse doelpunten.
- 4 juni - Ook Ivoorkust weet haar laatste oefenduel te winnen. Tegen Slovenië werd een ruime 3-0 zege geboekt met één doelpunt van Kanga Akale en twee van Didier Drogba.
- 5 juni - Gabriel Heinze kondigt aan dat het enige dat de komende dagen door zijn hoofd zal spoken de vraag is hoe hij Didier Drogba zal moeten tegenhouden. Heinze die Drogba kent vanuit de Premier League beschouwt hem als de gevaarlijkste Ivoriaan, maar is ervan overtuigd dat hij en zijn team hem kunnen afstoppen.
- 7 juni - Maxi Rodríguez, die voorheen slechts een bijrol speelde in het Argentijns elftal lijkt eindelijk waardering voor zijn spel te krijgen. Bondscoach Pékerman kondigde aan tegen Ivoorkust hoogstwaarschijnlijk te beginnen met Maxi Rodríguez in de basis.
- 8 juni - Volgens de Ivoriaanse bondscoach Henri Michel zijn er geen favorieten in Groep C. Hij beschouwt ieder land in de groep als ongeveer even sterk en er kan van alles gebeuren. Argentinië kan zomaar als laatste in de groep eindigen, aldus de Fransman.

## Voorbeschouwing
De eerste wedstrijd in Groep C vindt een dag eerder plaats dan de tweede wedstrijd. Daarmee is het de eerste groep die na een dag lang gesplitst zal zijn in twee landen die reeds speelden en twee landen die nog aan de bak dienen te komen. Argentinië stelt zich als doel om de beker die zij 20 jaar terug in de wacht sleepten opnieuw te gaan winnen. Tegenstander en debutant Ivoorkust is er op gebrand en zijn vol vertrouwen om de Argentijnen een flinke domper te bezorgen, zoals Kameroen tijdens het WK voetbal 1990 eerder deed. Aan Ivoorkust de taak die Afrikaanse eer hoog te houden.
De Argentijnse bondscoach José Pékerman heeft zijn vertrouwen gestopt in een selectie bestaande uit spelers die hij trainde in de verschillende jeugdteams die hij in het verleden onder zijn hoede heeft gehad. Onder hen zijn onder anderen Juan Pablo Sorín, Esteban Cambiasso en Juan Román Riquelme. Opvallend genoeg liet Pékerman door deze keuze wel enkele gerenommeerde namen buiten de selectie, zoals Javier Zanetti, de Argentijn met de meeste interlands achter zijn naam. Pékermans opponent Henri Michel liet geen toonaangevende spelers thuis. Hij hield vast aan de spelers die de kwalificatie afdwongen en diegenen die de finale van de African Nations Cup 2006 wisten te bereiken.
Eenmaal eerder speelden Argentinië en Ivoorkust tegen elkaar. Tijdens de Confederations Cup in 1992 wonnen de Argentijnen die gecoacht werden door Alfio Basile met 4-0. De doelpunten kwamen op naam van Gabriel Batistuta (2x), Ricardo Altamirano en Alberto Acosta.
Pékerman heeft veel vertrouwen in middenvelder Riquelme en beloonde hem dan ook met het felbegeerde rugnummer 10. De creativiteit, inzicht en techniek van Riquelme kunnen een wedstrijd doen kantelen en zelfs doen beslissen. "De Olifanten" uit Ivoorkust hebben daar vooral Drogba tegenover staan. De aanvaller van Chelsea FC maakte onder andere de beslissende strafschop in de enorm lange serie tegen Kameroen in de halve finale om de Afrika Cup.

## Wedstrijdgegevens
| Datum                | 10 juni 2006                 | 10 juni 2006                 |
| Stadion              | AOL Arena, Hamburg           | AOL Arena, Hamburg           |
| Toeschouwers         | 49.480                       | 49.480                       |
| Scheidsrechter       | Frank De Bleeckere           | Frank De Bleeckere           |
| Assistenten          | Peter Hermans Walter Vromans | Peter Hermans Walter Vromans |
| Vierde man           | Eric Poulat                  | Eric Poulat                  |
| Man van de wedstrijd | Javier Saviola               | Javier Saviola               |
|                      | Argentinië                   | Ivoorkust                    |
| Doelpunten           | 2                            | 1                            |
| Gele kaarten         | 3                            | 2                            |
| Rode kaarten         | 0                            | 0                            |
| Wissels              | 3                            | 3                            |
| Schoten op doel      | 4                            | 4                            |
| Schoten naast doel   | 9                            | 13                           |
| Overtredingen        | 15                           | 17                           |
| Hoekschoppen         | 3                            | 6                            |
| Buitenspel           | 6                            | 0                            |
| Strafschoppen        | 0                            | 0                            |
| Balbezit (tijd)      | 28'00"                       | 29'00"                       |
| Balbezit (%)         | 49%                          | 51%                          |

| Argentinië | 2 – 1           | Ivoorkust |
| Hernán Crespo 24' Javier Saviola 38' | goals (assists) | 82' Didier Drogba |
| José Pékerman | bondscoach      | Henri Michel |
| Roberto Abbondanzieri Nicolás Burdisso Roberto Ayala Gabriel Heinze Juan Pablo Sorín Maxi Rodríguez Javier Mascherano Esteban Cambiasso Juan Román Riquelme 90+3' Javier Saviola 75' Hernán Crespo 64' | opstellingen    | Jean-Jacques Tizié Emmanuel Eboué Kolo Habib Touré Abdoulaye Méité Arthur Boka 77' Abdulkader Keita Yaya Touré 55' Bonaventure Kalou Didier Zokora 62' Kanga Akalé Didier Drogba |
| Rodrigo Palacio 64' Lucho González 75' Pablo Aimar 90+3' | wissels         | 55' Aruna Dindane 62' Bakary Koné 77' Arouna Koné |
| Javier Saviola 41' Gabriel Heinze 48' Lucho González 81' | gele kaarten    | 62' Emmanuel Eboué 90+1' Didier Drogba |
| | rode kaarten    | |

## Overzicht van wedstrijden
| Groepswedstrijden | | | |
| Groep A | Groep B | Groep C | Groep D |
| Duitsland - Costa Rica Polen - Ecuador Duitsland - Polen Ecuador - Costa Rica Ecuador - Duitsland Costa Rica - Polen             | Engeland - Paraguay Trinidad en Tobago - Zweden Engeland - Trinidad en Tobago Zweden - Paraguay Zweden - Engeland Paraguay - Trinidad en Tobago | Argentinië - Ivoorkust Servië en Montenegro - Nederland Argentinië - Servië en Montenegro Nederland - Ivoorkust Nederland - Argentinië Ivoorkust - Servië en Montenegro | Mexico - Iran Angola - Portugal Mexico - Angola Portugal - Iran Portugal - Mexico Iran - Angola                               |
| Groep E | Groep F | Groep G | Groep H |
| Italië - Ghana Verenigde Staten - Tsjechië Italië - Verenigde Staten Tsjechië - Ghana Tsjechië - Italië Ghana - Verenigde Staten | Australië - Japan Brazilië - Kroatië Brazilië - Australië Japan - Kroatië Japan - Brazilië Kroatië - Australië                                  | Frankrijk - Zwitserland Zuid-Korea - Togo Frankrijk - Zuid-Korea Togo - Zwitserland Togo - Frankrijk Zwitserland - Zuid-Korea                                           | Spanje - Oekraïne Tunesië - Saoedi-Arabië Spanje - Tunesië Saoedi-Arabië - Oekraïne Saoedi-Arabië - Spanje Oekraïne - Tunesië |
| Achtste finales | | | |
| Duitsland - Zweden Argentinië - Mexico                                                                                           | Italië - Australië Zwitserland - Oekraïne | Engeland - Ecuador Portugal - Nederland | Brazilië - Ghana Spanje - Frankrijk                                                                                           |
| Kwartfinales | | | |
| Duitsland - Argentinië | Italië - Oekraïne | Engeland - Portugal | Brazilië - Frankrijk |
| Halve finales | | | |
| Duitsland - Italië | Duitsland - Italië | Portugal - Frankrijk | Portugal - Frankrijk |
| Troostfinale | | | |
| Duitsland - Portugal | | | |
| Finale | | | |
| Italië - Frankrijk | | | |